# Романовка (Раздольненский район)
Рома́новка (до 1948 года Кучу́к-Аба́й; укр. Романівка, крымскотат. Küçük Abay, Кучюк Абай) — исчезнувшее село в Раздольненском районе Республики Крым, располагавшееся на северо-западе района, в балке Джугеньская-Ахтанская, недалеко от её впадения в Бакальское озеро. Присоединено к селу Славное, сейчас — юго-восточная часть этого села.

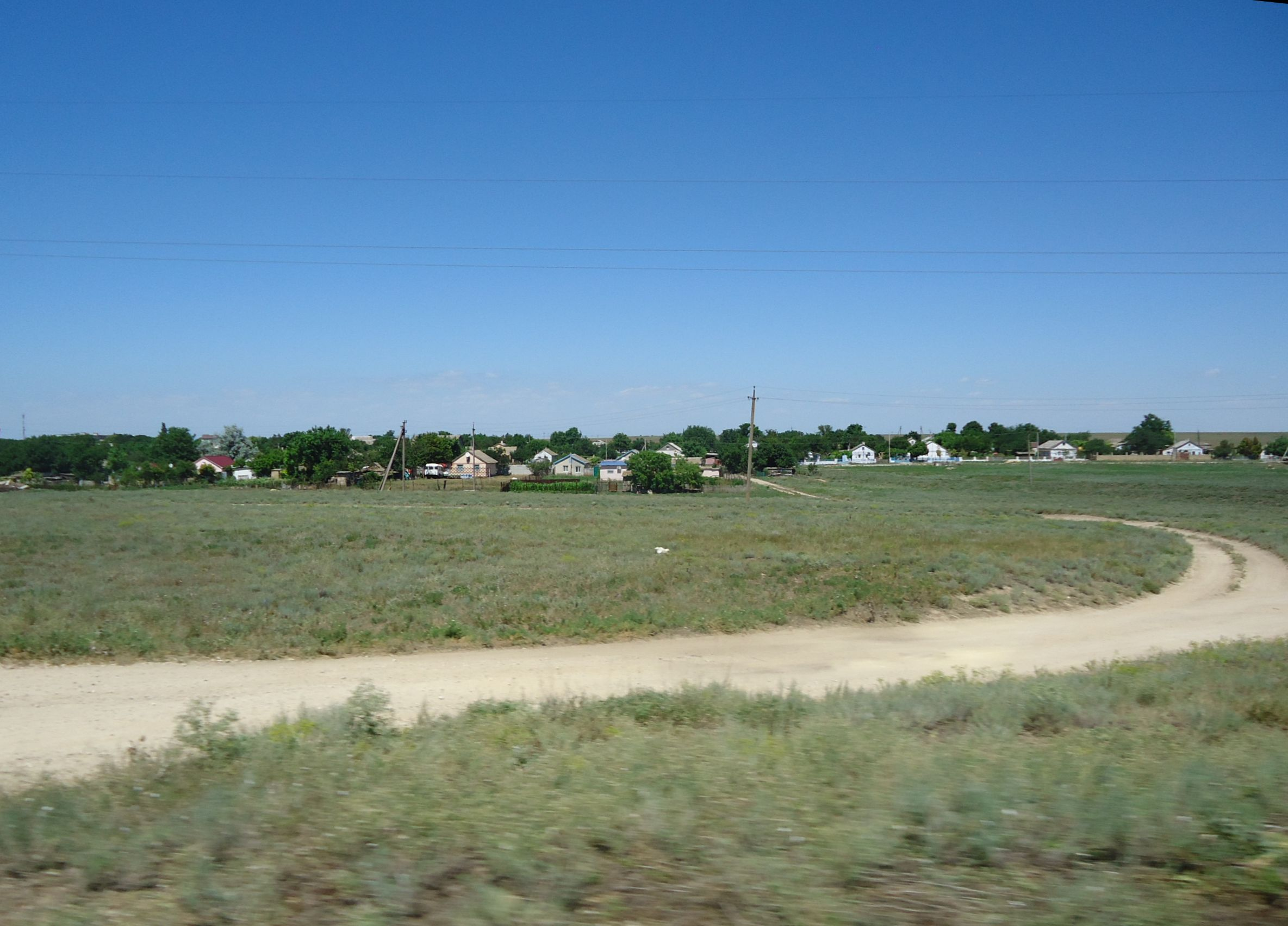
Юго-восточная часть Славного, бывшая Романовка

### Динамика численности населения
- 1900 год — 155 чел.[6]
- 1905 год — 48 чел.[7]
- 1915 год — 92 чел.[8]
- 1926 год — 91 чел.[9]

## История
Первое документальное упоминание села встречается в Камеральном Описании Крыма… 1784 года, судя по которому, в последний период Крымского ханства Абай входил в Мангытский кадылык Козловского каймаканства. В письменных документах до конца XIX века фигурировала одна деревня (рядом существовал ещё Биюк-Абай), хотя военные топографы, начиная с 1836 года, различали 2 селения — на карте этого года впервые обозначен Кучук-Абай, в котором 12 дворов. Затем, видимо, в результате эмиграции крымских татар, деревня заметно опустела и на карте Кучук-Абай помечен условным знаком «малая деревня» (это означает, что в нём насчитывалось менее 5 дворов), и при нём господский двор. Административно деревня относилась к Хоротокиятской, а после реформы волостного деления 1829 года, согласно «Ведомости о казённых волостях Таврической губернии 1829 года» — к Аксакал-Меркитской волости.
В 1860-х годах, после земской реформы Александра II, деревню приписали к Биюк-Асской волости. Согласно «Памятной книжке Таврической губернии за 1867 год», деревня была покинута жителями в 1860—1864 годах — в результате эмиграции крымских татар, особенно массовой после Крымской войны 1853—1856 годов, в Турцию, а позднее вновь заселена татарами. На трёхверстовой карте 1865—1876 года деревня Кучюк-Абай обозначена без указания числа дворов.
Земская реформа 1890-х годов в Евпаторийском уезде прошла после 1892 года; в результате Кучук-Абай приписали к Агайской волости. Видимо, деревня к этому времени всё же опустела; в 1894 году она была заселена крымскими немцами-лютеранами (на 600 десятинах земли). По «…Памятной книжке Таврической губернии на 1900 год», в деревне числилось 155 жителей в 19 дворах, а, согласно энциклопедическому словарю «Немцы России», в 1905 году жителей было 48. По Статистическому справочнику Таврической губернии. Ч.II-я. Статистический очерк, выпуск пятый Евпаторийский уезд, 1915 год, в деревне Абай-Кучук Агайской волости Евпаторийского уезда числилось 11 дворов с немецким населением в количестве 92 человек приписных жителей, из которых 43 мужчины и 49 женщин. Жители владели 386 десятинами удобной земли. В хозяйствах имелось 136 лошадей, 29 коров и 60 голов мелкого скота. Согласно списку 1915 года «…русских подданных из австрийских, венгерских или германских выходцев» землевладельцев, опубликованном в газете «Таврические губернские ведомости» в апреле 1915 года, при деревне Абай-Кучук значились Гесс Кондрад Кондрадович, имевший 94 десятины 2052 квадратной сажени земли, такжк Пипус Готфрид Иоганесович и Регнер Христофор Иоганесович владевшие наделами по 94 дес., 2053 кв. саж..
После установления в Крыму Советской власти, по постановлению Крымревкома от 8 января 1921 года № 206 «Об изменении административных границ» была упразднена волостная система, и село вошло в состав Бакальского района Евпаторийского уезда, а в 1922 году уезды получили название округов. 11 октября 1923 года, согласно постановлению ВЦИК, в административное деление Крымской АССР были внесены изменения, в результате которых округа были отменены, Бакальский район упразднён, а село вошло в состав Евпаторийского района. Согласно Списку населённых пунктов Крымской АССР по Всесоюзной переписи 17 декабря 1926 года, в селе Кучук-Абай, в составе упразднённого к 1940 году Киргиз-Казацкого сельсовета Евпаторийского района, числилось 18 дворов, все крестьянские, население составляло 91 человек, из них 81 немец, 7 украинцев и 3 русских. После создания 15 сентября 1931 года Фрайдорфского (переименованного в 1944 году в Новосёловский) еврейского национального района Кучук-Абай приписали к нему, а после создания в 1935 году Ак-Шеихского района (переименованного в 1944 году в Раздольненский) включили в состав этого нового района.
Вскоре после начала Великой Отечественной войны, 18 августа 1941 года крымские немцы были выселены — сначала в Ставропольский край, а затем в Сибирь и северный Казахстан. С 25 июня 1946 года Кучук-Абай в составе Крымской области РСФСР. Указом Президиума Верховного Совета РСФСР от 18 мая 1948 года Кучук-Абай переименовали в Романовку. 26 апреля 1954 года Крымская область была передана из состава РСФСР в состав УССР. Время включения в Славновский сельсовет пока не выяснено: на 15 июня 1960 года село уже числилось в его составе. К 1968 году посёлок Романовку присоединили к селу Славное (согласно справочнику «Крымская область. Административно-территориальное деление на 1 января 1968 года» — в период с 1954 по 1968 годы).